# Cymiphis dumosus
Cymiphis dumosus är en spindeldjursart som först beskrevs av Lee 1966.  Cymiphis dumosus ingår i släktet Cymiphis och familjen Ologamasidae. Inga underarter finns listade i Catalogue of Life.